# Agastache
Agastache és un gènere amb 112 espècies de plantes amb flors que pertany a la família lamiaceae.
Plantes herbàcies i perennes que s'alcen de 30 centímetres a 4 metres segons l'espècie. Les fulles són simples, peciolades amb els limbes dentats de color verd-grisós, oposades a parells i desprenent una olor perfumada (anís, regalèssia, menta, bergamota).

## Espècies seleccionades
| - Agastache anethiodora - Agastache anisata - Agastache astromontana - Agastache aurantiaca - Agastache barberi | - Agastache breviflora - Agastache cana - Agastache coccinea - Agastache cusickii - Agastache cypriani - Agastache mexicana |

## Sinònims
- Brittonastrum Briq.
- Dekinia [M. Martens et Galeotti]